# CFNJ聖書学院

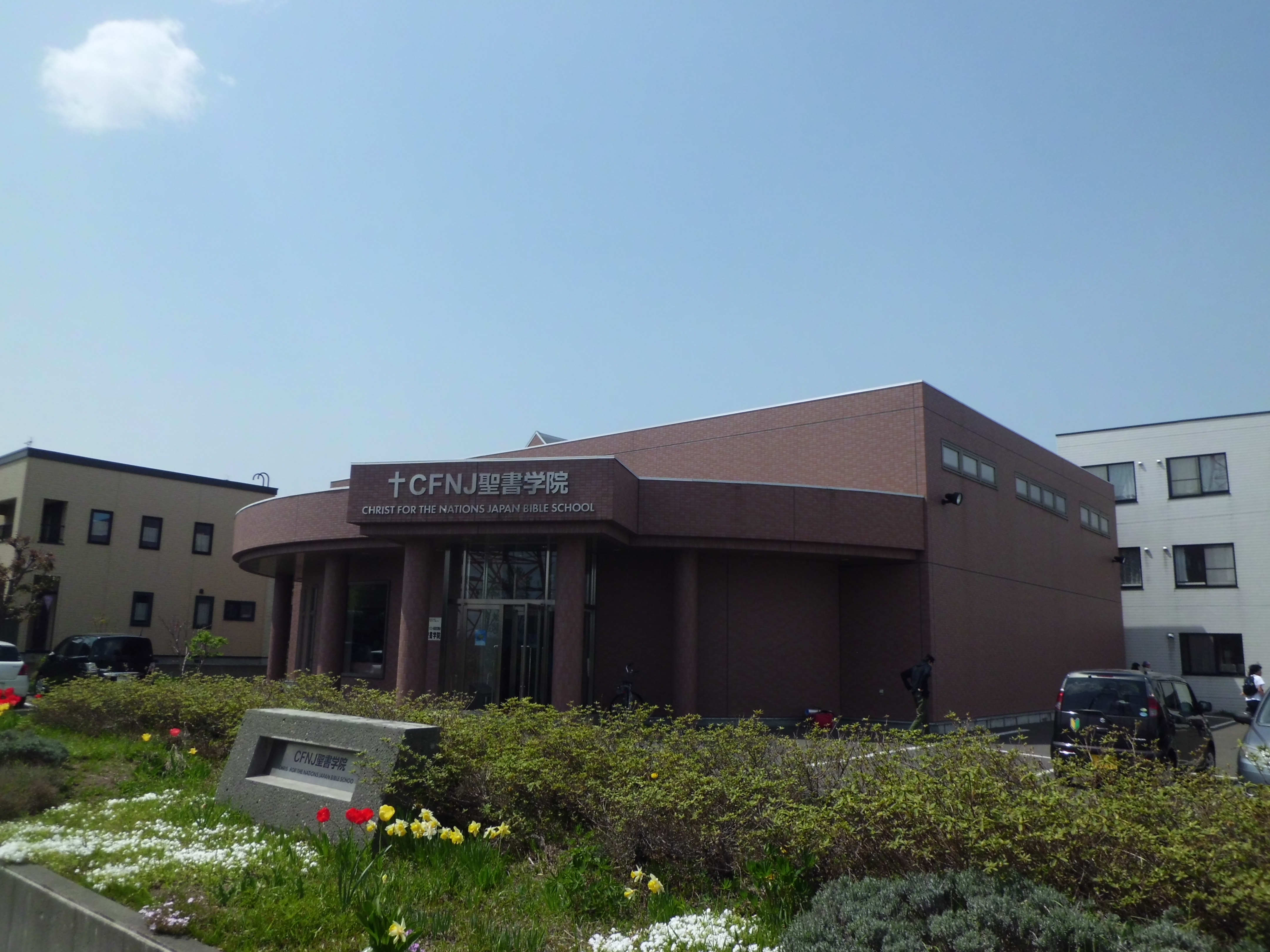
CFNJ聖書学院

CFNJ聖書学院（クライスト・フォー・ザ・ネイションズ・ジャパン・せいしょがくいん、英語: Christ for the Nations Japan Bible School）は、1985年にチャールズ・グリコとダイアン・グリコによって、「アジアのためのキリスト聖書学校（Christ For Asia Bible School）」として創立された、北海道石狩市花川北6条5丁目157にあるペンテコステ派・カリスマ派・聖霊派の神学校・聖書学校である。
アメリカ・テキサス州にあるクライスト・フォー・ザ・ネイションズ（CFNI）から公式参入を認められ、1994年に現在の名前を受けた。
コースは1年コース、2年コース、2年コース卒業生や他の神学校卒業生が更に1年間神学教育を受けるALPS（アルプス）コース、教会学校指導者を養成するCMPコース、CFNIに編入する海外留学コースなどがある。選択科目として、英会話やタンバリン、ドラム、演劇などのクラスがある。
ジーザスコミュニティ石狩教会を併設している。

## 関連人物
- 奥山実（学院顧問）